# Scott Mansell
Scott Mansell (* 1. Oktober 1985 in Birmingham) ist ein britischer Rennfahrer.

## Karriere
Mansell begann seine Motorsportkarriere 1996 im Kartsport und war bis 2000 in dieser Sportart aktiv. 2001 wechselte er in den Formelsport und wurde Vizemeister in der britischen Formel Honda 600. 2002 wechselte der Brite in die EuroBOSS Series, einer Rennserie, in der Piloten mit ehemaligen Rennwagen aus Serien wie der Formel 1 oder der IndyCar Series antraten. In der F3000-Wertung belegte er den dritten Platz. 2003 blieb er in dieser Rennserie und belegte den sechsten Gesamtrang. 2004 bestritt Mansell seine dritte Saison in der EuroBOSS Series und gewann im Benetton B197 den Meistertitel. Außerdem gelang es ihm, den Streckenrekord auf der Indy-Strecke von Brands Hatch zu erzielen.
2005 verließ Mansell die EuroBOSS Series und nahm nur an einzelnen Rennen teil. In der 3000 Pro Series trat er zu einem Rennen an und wurde 14. in der Fahrerwertung. In der IRL Infinity Pro wurde er nach zwei Starts 21. im Gesamtklassement. Außerdem trat er als Gaststarter zu zwei Rennen des britischen Porsche Carrera Cups an. 2006 trat Mansell zu vier Rennen in der Indy Lights, der ehemaligen IRL Infinity Pro, an und beendete die Saison auf dem 20. Platz in der Gesamtwertung.
Nachdem er 2007 und 2008 zu keinem Rennen gestartet war, nahm er 2009 für das von Ultimate Motorsport betreute Team von Galatasaray Istanbul an einem Superleague-Formula-Wochenende teil. 2010 trat er zu einem Rennen der EuroBOSS Series an und belegte am Saisonende den 15. Platz in der GP-Wertung.

## Sonstiges
Scott Mansell ist nicht mit dem Formel-1-Weltmeister Nigel Mansell verwandt.
Er betreibt mittlerweile unter dem Namen Driver61 eine Website und einen YouTube-Kanal, die sich beide um Rennsport drehen.

## Karrierestationen
- 1996–2000: Kartsport
- 2001: Britische Formel Honda 600 (Platz 2)
- 2002: EuroBOSS Series, F3000-Wertung (Platz 3)
- 2003: EuroBOSS Series (Platz 6)
- 2004: EuroBOSS Series (Meister)
- 2005: 3000 Pro Series (Platz 14); IRL Infinity Pro (Platz 21)
- 2006: Indy Lights (Platz 20)
- 2009: Superleague Formula
- 2010: EuroBOSS Series, GP-Wertung (Platz 15)